# Olaf Müller (Romanist)
Olaf Müller (* 1968) ist ein deutscher Romanist.

## Leben
Nach dem Studium (1989–1998) der Germanistik, Romanistik, der Mittleren und Neueren Geschichte und der Erziehungswissenschaften an den Universitäten Frankfurt am Main, Berkeley, Lyon und Genua erwarb er 1997 das erste Staatsexamen für das Lehramt an Gymnasien in den Fächern Deutsch, Französisch und (2001) Italienisch. Nach de der Promotion 2003 war er von 2004 bis 2006 wissenschaftlicher Mitarbeiter am Institut für Germanistische Literaturwissenschaft der Friedrich-Schiller-Universität Jena, Gerhard R. Kaiser, und im Sonderforschungsbereich 482, „Ereignis Weimar-Jena. Kultur um 1800“, ebenfalls Jena. Nach der Habilitation 2011 (Venia legendi in Romanischer und Allgemeiner und Vergleichender Literaturwissenschaft) an der Universität Jena war er von 2012 bis 2017 Professor am Institut für Allgemeine und Vergleichende Literaturwissenschaft der Universität Mainz. Seit 2017 ist er Professor für französische und italienische Literatur- und Kulturwissenschaft am Institut für Romanische Philologie der Philipps-Universität Marburg.
Seine Forschungsschwerpunkte sind europäische Romantik, Brief und Literatur, Theorien der Weltliteratur, Übersetzung und Übersetzungstheorie, Literatur und Comic, Krieg und Literatur, frankophone Literatur des Maghreb und transmediterrane Kulturbeziehungen.

## Schriften (Auswahl)
- Der unmögliche Roman. Antikriegs-Literatur in Frankreich zwischen den Weltkriege. Frankfurt am Main 2006, ISBN 3-86109-175-5.
- Literatur im Exil. Zur Konstitution romantischer Autorschaft in Frankreich und Italien. Frankfurt am Main 2012, ISBN 978-3-465-03758-3.